# The Uninvited (gruppo musicale)
I The Uninvited sono stati un gruppo musicale statunitense formatosi a Los Angeles, California, nel 1988 e scioltosi nel 2002. Il gruppo si è tuttavia più volte riunito per occasioni speciali e alcuni concerti.

## Formazione

### Ultima
- John Taylor – voce, chitarra (1988-2002)
- Steve Taylor – voce, chitarra (1988-2002)
- Bill Cory – basso (1988-2002)
- Bruce Logan – batteria, percussioni (1991-2002)

### Ex componenti
- James Robinson – batteria, percussioni (1988-1991)

## Discografia

### Album in studio
- 1992 – Pop This
- 1994 – Too High
- 1996 – Artificial Hip
- 1998 – The Uninvited
- 1999 – It's All Good
- 2000 – 13 Ways to Feel the Love
- 2001 – While You Were Waiting
- 2001 – Malltopia

### Raccolte
- 2002 – Teenage Dance Party